# 向井一弘
向井 一弘（むかい かずひろ、1976年6月24日 - ）は、NHKのアナウンサー。主に各種スポーツ中継やスポーツ関連ニュースなどを中心に担当している。

## 来歴
愛知県春日井市で育つ。
教育、学生時代の活動
水戸放送局で長く共に勤務していた髙橋康輔アナとは、同じ高校の同級生である。向井はハンドボール部、髙橋は軟式野球部に所属していた。
北海道大学を卒業。
大学時代は北海道大学ボクシング部主将を務めた。道都大学ボクシング部主将であった竹原ピストルとは当時から交流があった。全日本アマチュアボクシング選手権大会に出場経験がある（なお、NHK入局後にこの大会を実況することにもなった）。
職務経歴
2001年4月、NHKに入局。研修を経て、金沢放送局に配属。『みまっしワイド』のスポーツコーナーや紙芝居コーナーを担当。2002年夏には、ラジオ特番のため、スタッフ総勢6人のディレクター役としてさまざまな段取りをつけて白山に登ったことがある。
2004年、大津放送局へ異動。2005年6月1日には、NHK大津放送局の番組『おうみ発610』の高島市を舞台とした生中継スペシャルに出演。
水戸放送局へ異動。『いばらきわいわいスタジオ』のスポーツコーナー（毎週月曜）、『茨城Jリーグアワー』などを担当。
仙台放送局へ異動。2012年4月より、『おはよう宮城』の仕事を担当（ - 2014年3月）。2015年1月28日の仙台エリア向けラジオ番組『ゴジだっちゃ!』内の「だっちゃの穴」コーナーでは、「人生温泉三昧」と題して自身の趣味である温泉めぐりについてリスナーに紹介した。
東京アナウンス室へ異動。2015年4月より、『NHKニュースおはよう日本』のスポーツコーナー（土曜・日曜・祝日）を担当（ - 2017年4月）。また同番組内のリオデジャネイロオリンピックハイライトも担当。2017年4月より、『スポーツイノベーション』のメインキャスターを担当。
再び水戸放送局へ異動。2019年4月より、『いば6』で「いばスポ!キャスター」を担当するほか、茨城県の各種ニュースのニュース読み、各種スポーツ中継（サッカー、NBAなど）を担当する。
2022年8月1日付で函館放送局へ異動。

## パーソナルデータ
- 趣味・特技 : (ボクシング)ジムトレーニング、温泉巡り、読書、映画鑑賞[2]。
- 好きな食べ物 : カレーライス[2]。
- 自分にとってのヒーロー : 川島郭志[9]。川島について、「元世界王者で[9]、全ての動きが美しくて格好良く、スリッピング・アウェーとカウンターは芸術品」と魅力を述べている[9]。

## 現在の担当番組
- あさイチ（リポーター）
- 午後LIVE ニュースーン（リポーター）

## 過去の出演番組
金沢放送局時代
- 石川県のニュース・中継・リポート
- みまっしワイド・かがのと505 スポーツコーナー、かがのとおはなし劇場

大津放送局時代
- おうみ発610

水戸放送局時代（1度目）
- いばらきわいわいスタジオ スポーツコーナー（毎週月曜日担当）
- 産地発!たべもの一直線リポーター（2007年11月11日、総合テレビ）
- ニュースワイド茨城 スポーツコーナー（毎週月曜日担当）
- 茨城Jリーグアワー（不定期）
- 茨城県のニュース・中継・リポート

仙台放送局時代（2011年7月 - 2014年度）
- 宮城県・東北地方のニュース
- おはよう宮城（2012年4月 - 2014年3月）

東京アナウンス室時代（1度目）（2015年度 - 2018年度）
- NHKニュースおはよう日本（リオデジャネイロオリンピックハイライト ）
- NHKニュースおはよう日本（スポーツコーナー）（土曜・日曜・祝日）（2015年4月 - 2017年4月）
- ニュースウオッチ9（2017年8月14日 - 18日、2018年9月3日 - 7日） - 一橋忠之のスポーツキャスター代行
- スポーツイノベーション（2017年4月 - ） - メインキャスター
- NBA中継 実況

水戸放送局時代（2度目）（2019年度 - 2022年7月）
- いば6
  - いばスポ!キャスター（2019年4月1日 - 2021年3月26日）
  - 不定期 中継・リポート・保里小百合の不在時の代行
- 茨城県のニュース・中継・リポート

函館放送局時代（2022年8月 - 2025年6月）
- アナウンスグループ統括
- ほっとニュース函館（キャスター：2022年8月 - 2025年6月24日）
- 各種スポーツ中継（サッカー、野球など）
- 北海道まるごとラジオ[10]
- 道南スペシャル「函館大門にて」（2023年4月14日） - ナレーション

東京アナウンス室時代（2度目）（2025年7月 - ）